# André Rouillé
André Rouillé (21. března 1948 – 7. května 2025)  byl francouzský historik a teoretik fotografie. Byl profesorem na Univerzitě Paříž VIII, autorem značného množství knih o fotografii a současném umění a zakladatelem a šéfredaktorem Paris-Art, prvních francouzských webových stránek věnovaných současné kultuře.

## Životopis
V roce 1980 získal Rouillé (v té době profesor matematiky) doktorát z historických věd na Univerzitě ve Franche-Comté. Jeho výzkum změnil pohled na genezi fotografie. Později na základě své teze napsal dvě knihy: L'Empire de la photographie, 1839–1870 a La Photographie en France, 1816–1871. Textes et controverses.
V letech 1986–1997 byl Rouillé šéfredaktorem slavného La recherche photographique („Photography Review“).
V roce 2002 vytvořil webové stránky Paris-Art věnované současné kultuře, včetně umění, fotografie, designu, tance a literatury.
Rouillé byl profesorem na Univerzitě Paříž VIII, kde byl vedoucím katedry fotografie a měl na starosti magisterský program „Fotografie a současné umění“ a doktorský program „Plastická umění: Fotografie“.
Rouilléovo úmrtí ve věku 77 let bylo oznámeno 9. května 2025. 

## Zdroje
- Webové stránky Paris-Art
- Univerzita Paříž VIII
- Katedra fotografie na Paříž VIII
- Bibliografie Andrého Rouillé